# Szünadéné magyar királyné
Szünadéné vagy Sinodia (1058. május 12. – 1082. december 20.) magyar királyné.
1058. május 12-én született Szünadenosz Theodorosz és ismeretlen nevű feleségének frigyéből. Mikor I. Géza legyőzte a bizánciakat nagylelkűen szabad elvonulást engedett Niképhorosz Botaneiatész csapatainak. VII. Mikhaél császár hálából ajándékot küldött Niképhorosszal. Feleségül ajánlotta Niképhorosz Botaneiatész nővérének leányát Szünadénét. Géza ezt elfogadta és 1072.augusztus 2-án összeházasodtak. Szünadéné a király második felesége lett.
Házasságukból egyetlen leány gyermek született: Katalin (Esztergom 1076 körül-Bizánc 1122.június 4.) ismeretlen nevű bizánci császár felesége. Szünadéné 1082.december 20-án halt meg. Székesfehérváron temették el.[forrás?]